# Ur-Hamlet
De Ur-Hamlet (het Duitse voorvoegsel Ur betekent "oorspronkelijke") is de naam gegeven aan een reeds in de jaren 1590 opgevoerd toneelstuk van een onbekend auteur. Het gaat om een tien jaar ouder stuk dan William Shakespeares Hamlet waarin ook het personage van Hamlet voorkomt. 
Er is in feite geen hard bewijs, alleen een vermoeden, dat een dergelijke "Ur-Hamlet" ooit heeft bestaan. De vroegste verwijzing komt uit 1589. In zijn voorwoord op Robert Greenes Menaphon maakt Thomas Nashe een toespeling op het bestaan van een vroege Hamlet. Omdat Nashe in een passage blijkbaar zinspeelt op Thomas Kyd, en vanwege de gelijkenissen tussen Shakespeares Hamlet en Kyds wraaktragedie ('revenge tragedy') The Spanish Tragedy, wordt soms verondersteld dat Kyd de auteur is van de "Ur-Hamlet", een toneelstuk dat nooit is gepubliceerd en nu verloren is gegaan.